# Мышонок Пик
«Мышонок Пик» — советский рисованный мультфильм 1978 года, снятый на литературной основе одноимённого рассказа писателя-натуралиста Виталия Бианки, опубликованного в 1926 году. Мультфильм был снят режиссёром Геннадием Сокольским по собственному сценарию без слов с музыкальным сопровождением композитора Владимира Мартынова.

## Сюжет
Мультфильм про одинокого маленького мышонка, который пытался выжить в опасном лесу, но однажды попав в дом к людям, подружился с добрыми детьми, которые его приютили и накормили. Отважный грызун-путешественник подружился с людьми лучше, чем со своими собратьями.

## Описание
Сама книга была многократно переиздана (в разных странах, в том числе в Австрии) и переведена на украинский и другие языки. Рассказ рекомендован к прочтению учащимся 3-го класса, 4-го класса и 5-го класса, а также для воспитания детей 5—6 лет. В 1931 году рассказ был рекомендован в ТОП-100 лучших детских книг, он послужил основой для диафильмов и детских книжек-раскрасок, а в 1978 году вышел также и рисованный мультфильм. Рассказ используется также для обучения педагогов в институтах как учебное пособие.
В мультфильме не произносится ни слова, звучит лишь музыка композитора Владимира Мартынова. В Русском театре Эстонии 3 июня 2022 года состоялась премьера мультимедийного детского спектакля (режиссёр постановки — Анна Маркова). Главная мысль — «жизнь полна опасностей и трудностей, но никогда нельзя отчаиваться и опускать руки».

## Критика
Поэт и прозаик Виктор Боммельштейн сравнивает сюжет с православной брошюрой, а мышонка Пика — с оставленной и забытой всеми душой, претерпевавшей различные злоключения.
Бианки добился высокой «точности в описании животных и их поведения». Созданный «живой» художественный образ мышонка, который «совершает длительное, полное приключений путешествие, открывает для себя в природе много нового», автором тепло и точно передаётся воображению читателя. Поэтому отдельные описываемые в тексте звуки послужили примером для словаря русских фоносемантических аномалий.
Мышонок Пик, подобно Робинзону, пытается обустроить и «цивилизировать» свой маленький мир вокруг себя:
В. Бианки не только дал замечательное художественное воплощение природоведческой тематики, но и создал одну из лучших новейших робинзонад.
В 2006 году мультфильм был включён в Энциклопедию отечественной мультипликации.
В 2014 году мультфильм вошёл в 38-й сборник из 50-ти «Золотой коллекции мультфильмов» (200 лучших советских мультфильмов) на DVD-диске и продавался вместе с газетой «Комсомольская правда».

## Съёмочная группа
| автор сценария и режиссёр              | Геннадий Сокольский                                                  |
| художники-постановщики                 | Наталья Орлова, Татьяна Сокольская                                   |
| композитор                             | Владимир Мартынов                                                    |
| оператор                               | Михаил Друян                                                         |
| звукорежиссёр                          | Владимир Кутузов                                                     |
| монтаж                                 | Наталия Степанцева                                                   |
| ассистенты                             | Татьяна Лытко, Дмитрий Куликов, Нина Саратова                        |
| художники-мультипликаторы              | Галина Зеброва, Виолетта Колесникова, Юрий Кузюрин, Александр Мазаев |
| в работе над фильмом принимали участие | Елена Караваева, И. Кулакова, Л. Титова                              |
| редактор                               | Татьяна Папорова                                                     |
| директор картины                       | Любовь Бутырина                                                      |